# Myzus asamensis
Myzus asamensis är en insektsart. Myzus asamensis ingår i släktet Myzus och familjen långrörsbladlöss. Inga underarter finns listade i Catalogue of Life.